# Йосиповка (Чудновский район)
Йосиповка (укр. Йосипівка) — село на Украине, находится в Чудновском районе Житомирской области.
Код КОАТУУ — 1825884004. Население по переписи 2001 года составляет 87 человек. Почтовый индекс — 13230. Телефонный код — 4139. Занимает площадь 0,39 км².

## Адрес местного совета
13230, Житомирская область, Чудновский р-н, с. Красногорка, ул. Ковалёва, 9